# Paul Graziani (archiviste)
Pour les articles homonymes, voir Graziani.

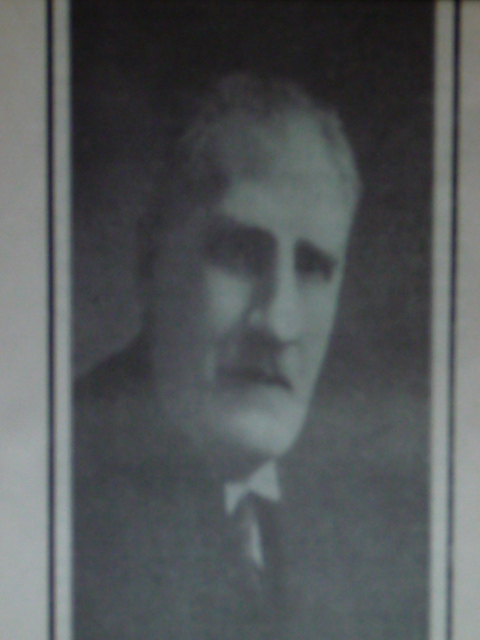
Photo de Paul Graziani issue de lAlamanaccu di A Muvra de 1932, page 69

François-Paul Graziani, né le 18 février 1882 à Marseille et mort le 11 août 1931 à Ajaccio, est un archiviste et historien français, connu pour ses recherches sur l'histoire de la Corse.

## Biographie

### Jeunesse et études
Paul Graziani est le fils de Dominique Sampiero Graziani, natif de Bastia (lui-même fils de Marie-Thérèse Massiani, institutrice et directrice d'école), instituteur à Eyguières puis professeur au lycée Thiers de Marseille, et de Marie-Rose Foyer d'une famille poitevine installée à Marseille au début du XIXe siècle.
Il passe son enfance à Marseille et ne va en Corse que rarement. Il étudie au lycée Thiers. Il obtient une bourse d'études pour s'inscrire au lycée Lakanal. À 18 ans, il est reçu bachelier, est lauréat du concours général et vise une licence ès-lettre à la Sorbonne. Au bout de trois ans, il obtient sa licence et entre à l'École des chartes en 1903.
Paul Graziani y soutient deux thèses. La première, en 1908, porte sur La Provence au milieu du XIIIe siècle, la seconde, en 1909, s'intitule Maillebois et l'insurrection en Corse (1739-1741). Durant cette période, il publie des articles dans différents journaux tels que le Lemouzi, La France catholique, Le Sémaphore de Marseille (où il écrit un article sur le poète Abel Bonnard), et Le Feu. Il  devient secrétaire de la Société bibliographique et donne des conférences, comme celle du 28 août 1908 à Paris où, devant les étudiants de l'Action française, il expose sa préférence pour le fédéralisme plutôt que la décentralisation. Il publie deux livres d'histoire religieuses, le premier en 1906, Boniface VIII et le premier conflit entre la France et le Saint-Siège, le second en 1907, Sixte-Quint et la réorganisation moderne du Saint-Siège. Il rencontre plusieurs personnalités politiques et littéraires qui deviendront ses amis, tels que Louis Marin, le général Édouard de Castelnau, Jean Charles-Brun et surtout Émile Ripert.

### Carrières
En 1910, il est archiviste-bibliothécaire à Bayonne et y reste jusqu'en 1916, où il est nommé archiviste départemental de Corse. Il s'installe à Ajaccio et peut à loisir puiser dans les archives et les documents qui l'aideront à reconstituer une véritable histoire de l'île. En 1925, il crée la revue savante Kyrnos dont il devient le directeur et où Émile Ripert et Jean-Baptiste Marcaggi sont ses collaborateurs. Le 18 octobre 1926, il découvre l'acte de baptême de Pascal Paoli, daté du 6 avril 1725. Ardent catholique, il s'inscrit dans plusieurs associations religieuses auxquelles il participe activement.
Il noue également de bonnes relations avec l'autonomiste Petru Rocca, et devient trésorier de son parti politique du P.C.A (Partittu Corsu d'Azione en 1923 puis Partittu Corsu Autonomistu en 1926). Il est fiché dès 17 novembre 1925 par la Sûreté nationale. Il quitte régulièrement la Corse pour l'Italie pour ses recherches, et y rencontre de nombreux fascistes qui deviennent ses amis, ce qui ne calme pas les inquiétudes des services secrets français. Sa plus grande erreur est d'accompagner Pierre Rocca et Hyacinthe Yvia-Croce au troisième Congrès du parti autonomiste breton en prenant le pseudonyme de Pasquale Manfredi, connaissant les conséquences potentielles de son déplacement. Mais une photo prise par les journalistes de Breiz Atao permet aux services secrets français de l'identifier malgré son pseudonyme.

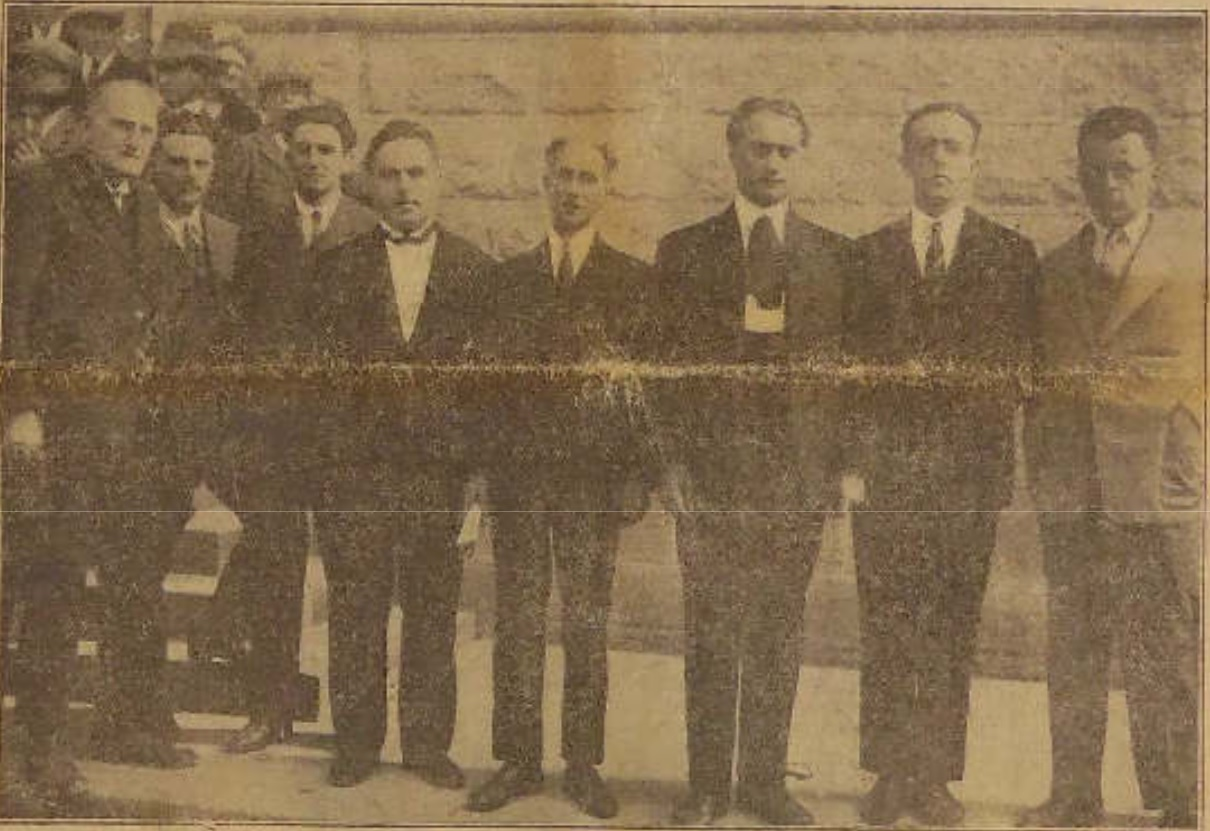
Sur cette photo, il est le grand homme aux cheveux blanc à l'extrême gauche.

Suspicieux à son encontre, le ministère de l'intérieur demande son affectation dans un autre département. Mais le déplacement d'un archiviste nécessitant d'abord une inspection générale, Henri Courteault, directeur des Archives de France, décide avec l'accord de Paul Graziani, l'envoi d'un inspecteur en Corse.

### Fin
L'année 1931 est pour Paul Graziani une annus horribilis. L'inspecteur Charles Schmidt ne trouve certes pas d'éléments prouvant qu'il soit un autonomiste virulent, mais il rapporte que son travail manque d'organisation et de rigueur. En juillet, son fils Pierre décède d'une typhoïde maligne. En août, sur le point de publier une biographie de Pascal Paoli, il tombe malade et meurt le 11 du mois. Le 12 août, ses obsèques ont lieu à Ajaccio, au cours desquelles plusieurs journalistes, religieux et hommes politiques de l'île lui rendent un dernier hommage.

## Publications
- « Pétrarque et les Limousins » avec P. L'Escuro, Lemouzi, 1903 (lire en ligne)
- « Mistral » (hommage à Frédéric Mistral), Chronique des livres, 1904 (lire en ligne)
- « La Fête virginale d'Arles », Revue hebdomadaire, 1905, (lire en ligne)
- Boniface VIII et le premier conflit entre la France et le Saint-Siège, Paris, Bloud & Cie Ed., 1906 (lire en ligne)
- « Un nouveau poète », Le Sémaphore de Marseille, 16 juin 1906 (lire en ligne)
- « Les socialistes et la séparation », La France catholique, 30 décembre 1906, (lire en ligne)
- Sixte-Quint et la réorganisation moderne du Saint-Siège, Paris, Bloud & Cie Ed., 1907 (lire en ligne)
- « Les idées morales de Mme de Sévigné », La France catholique, 27 janvier 1907 (lire en ligne)
- « Chronique historique », Le Feu, 1er décembre 1907 (lire en ligne) et 1er septembre 1908 (lire en ligne)
- La Provence au milieu du XIIIe siècle, Thèse, 1908 (lire en ligne)
- Maillebois et l'insurrection en Corse (1739-1741), Thèse, 1909 (lire en ligne)
- « Une œuvre de Simonneau », Bulletin de la Société des sciences et arts de Bayonne, 1er janvier 1910 (lire en ligne)
- « Un coup d’État à Lisbonne en 1824 », Le Feu, 1er novembre 1910 (lire en ligne)
- Sur l'origine et les traditions basques, Courrier-Noël, 1911
- « Bibliothèque municipale, dernières acquisitions », Bulletin de la Société des sciences et arts de Bayonne, 1er janvier 1911 (lire en ligne)
- « Les livres curieux de la Bibliothèque de Bayonne », Bulletin de la Société des sciences et arts de Bayonne, 1er janvier 1916 (lire en ligne)
- « L'université corse », Le Colombo, 12 mars 1919 (lire en ligne)
- « Une magistrature agricole en Corse au XVIe siècle », Revue de la Corse, 1920
- « Le droit à la vendetta et les paci corses », Bulletin de la Société des sciences historiques et naturelles de la Corse, 1921 (lire en ligne)
- « Dialecte corse et culture italienne », Ajaccio-Journal, 6 juin 1921
- « Christophe Colomb et la Corse », Revue de la Corse, janvier-février 1922
- « Colonna de Cesari Rocca », Revue de la Corse, septembre-octobre 1922
- Pontenôvu 9 Maghiu 1769, livre  P.C.A , 1923 (lire en ligne)
- « Visage de Corse par Jean Maki », Le Petit Marseillais, 1923
- « Le régionalisme de Barrès », Le Petit Corse, 16 décembre 1923
- « Un succès régionaliste Le Pari-Passu à Malte », A Muvra, 23 Mars 1924
- « Formation et développement de la nationalité corse », Kyrnos no 1, 1925
- « Cadet, procureur en Corse », Kyrnos, no 2, 1925
- L'ALMANACCU DI A MUVRA, A MUVRA, 22 mars 1925 (lire en ligne)
- « Le second centenaire de La naissance de Pascal Paoli », A Muvra, 12 Avril 1925
- « L'enseignement de l'italien en Corse », A Muvra, 17 janvier 1926
- « L'acte de baptême de P. Paoli », Le Petit Bastiais, 18-19 octobre 1926
- « Rime di U Sampretracciu », L'Eveil de la Corse, 5 novembre 1927
- Préface de  l'Anthologie des écrivains corses de Hyacinthe Yvia-Croce, 1er janvier 1929[23]
- « Mistral et l'Union latine  », La Nouvelle Corse ,  1930
- « La singulière aventure du Raïs Houssein-Graziani », La Corse touristique, janvier 1930
- « Encore Cristophe Colomb », A Muvra, 30 mars 1930 (lire en ligne)
- « L'Eglise Saint Erasme », A Muvra, 6, 13 juillet 1930
- « La révolution de Juillet et la Corse », A Muvra, 3, 10 août 1930
- Préface de l'Histoire de l'Église corse de l'abbé Casanova, Sylvestre Bonaventure, 1931 (lire en ligne) [PDF]
- « La Canonica et sa région », La Corse touristique, janvier-février 1931 (lire en ligne)
- « La Corse et la protection des monuments et des sites », La Corse touristique, janvier-février 1931
- « Chronique de Corse », L'Écho d'Oran, 13 juin 1931 (lire en ligne)

## Poèmes
Paul Graziani fut le sujet d'inspiration de ses amis poètes, tels que :
- Le Rat de bibliothèque d'Abel Bonnard, 1906[24]
- Le Train Bleu ou épître corse d'Émile Ripert, 1925[25]
- Bruno Durand, « L'archiviste », dans Petite suite corse (poèmes), Le Feu, 1930
- À la mémoire de Paul Graziani d'Emile Ripert, 1933[26]